# Guilandina
- Commons
- Wikispecies

Guilandina L. é um género botânico pertencente à família Fabaceae.

## Espécies
- Guilandina bonduc[2]
- Guilandina crista
- Guilandina melanosperma
- Guilandina divergens
- Guilandina ovalifolia
- Guilandina portoricensis
- «Lista completa»

## Classificação do gênero
| Sistema | Classificação                     | Referência               |
| ------- | --------------------------------- | ------------------------ |
| Linné   | Classe Decandria, ordem Monogynia | Species plantarum (1753) |